# كلهم أبنائي
كلهم أبنائي  مسرحية قدمها ارثر ميلر عام 1947. وقدمت كفيلم مرتان في عامى 1948، و1986.
افتتحت المسرحية في 29 يناير عام 1947، في برودواي على مسرح كورونيت بنيويورك وانتهت في 8 نوفمبر، 1947. وقدمت 328 مرة. فازت بجائزة توني لعام 1947 لأفضل تأليف مسرحي. أخرجها إيليا كازان (الذي أهديت له) وفاز بجائزة نقاد الدراما بنيويورك، وتفوقت على مسرحية يوجين أونيل مجئ رجل الثلج قام ببطولتها إد بيغلي، بيت ميلر، آرثر كينيدي، وكارل ملدن. وفازت بجائزة توني لأفضل مسرحية، وجائزة توني لأفضل إخراج مسرحى.

## الخلفية التاريخية
كتب ميلر كلهم أبنائي بعد مسرحيته الأولى الرجل المحظوظ ‏ والتي فشلت فشلا ذريعا في مسرح برودواي، حيث لم تعرض سوى أربعة عروض. كتب ميلر كلهم أبنائي كمحاولة أخيرة لكتابة مسرحية ناجحة تجاريا. وتعهد ميلر بأنه إذا فشلت هذه المسرحية في جذب الجمهور، سيبحث لنفسه عن وظيفة أخرى'." 
كلهم أبنائى تجسد قصة حقيقية، كما أشار لذلك آرثر ميلر وحماته في صحيفة أوهايو. تحكى المسرحية قصة امرأة عرفت أن والدها باع معدات تالفة إلى الجيش الأميركي خلال الحرب العالمية الثانية.
يتضح هنا تأثر ميلر بمسرحية هنريك إبسن البطة البرية، حيث اقتبس ميلر فكرة وجود شريكين في مشروع تجاري، ويضطر أحدهما لتحمل المسئولية الأخلاقية والقانونية عن الآخر. فاستخدم نفس الفكرة في كلهم أبنائى'. كما اقتبس فكرة أن الشخصية ذات طابع المثالية هي مصدر المشكلة.
فكرة انتقاد الحلم الأميركي التي قامت عليها قصة كلهم أبنائى  كانت أحد الأسباب التي جعلت اّرثر ميلر يمثل أمام لجنة تحقيق النشاط المعادي لأمريكا خلال الخمسينات، عندما كانت تهيمن على أميركا هستيريا معاداة الشيوعية. أرسل ميلر نسخة من المسرحية لايليا كازان الذي اخرج نسخة المسرح الاصلية من كلهم أبنائى. كان كازان عضوا سابقا في الحزب الشيوعي وشارك ميلر في اّرائه اليسارية. ومع ذلك، تم تدمير علاقتهما عندما أعطى كازان أسماء مشتبه بهم من الشيوعيين للجنة تحقيق النشاط المعادي لأمريكا أثناء فترة الفزع من الشيوعيين.

## الشخصيات
'جو كيلر: '  تمت تبرئة جو كيلر بعد اتهامه بشحن اسطوانة طائرة تالفة من مصنعه خلال الحرب العالمية الثانية، مما تسبب عن دون قصد في مقتل 21 طيار. وظل لمدة ثلاث سنوات ونصف يلقى باللوم على شريكه، وجاره السابق ستيف دييفر. وعندما ظهرت الحقيقة، برر جو فعلته بأنها كانت من أجل عائلته. في نهاية المسرحية قتل نفسه، في محاولة بائسة لتخليص عائلته من المشاكل التي تسبب لهم بها، وربما أيضا ليكف كيت عن كره.
كيت كيلر (الأم): تعرف كيت أن جو مذنب، لكنها تعيش في حالة بائسة بسبب حزنها على ابنها الأكبر لاري، الذي فقد أثناء الحرب منذ ثلاث سنوات. ترفض كيت تصديق أن لاري ميت، وتعتبر أن آن دييفر -التي أتت لزيارتهم بناء على طلب من كريس شقيق لاري- لا تزال صديقة لاري، وتنتظر عودته.
كريس كيلر: كريس عمره 32 عاما، عاد من الحرب العالمية الثانية قبل عامين من بداية المسرحية، كان منزعجا من أن الوضع في البيت لا يزال كما كان وكأن شيئا لم يحدث. فدعى آن ديفر إلى منزل العائلة ليطلب منها الزواج، ولكن كانت كيت هي العقبة أمامهما، إذ كيف يقنعونها أن لارى لن يعود يوما ما. نظرة كريس المقدسة لأبيه، أحزنته حزنا شديدا عندما اكتشف حقيقة ما فعله جو.
'آن دييفر:  آن عمرها 26 عاما، جائت إلى بيت كيللر؛ حيث أنها قاطعت أبيها المذنب ' منذ سجنه. يشار إلى آن طوال المسرحية بأنها جميلة وذكية. كانت على علاقة مع لاري كيلر قبل اختفائه، ثم رحلت منذ ذلك الحين بعد أن عرفت مصيره. إنها تأمل أن يوافق والدى لاري على زواجها من شقيقه كريس، والذي كانت تراسله عبر البريد الإلكترونى لمدة عامين. سرعان ما تكتشف آن أن جميع الجيران يعتقدون أن جو مذنب، حتى توصلت للحقيقة في النهاية بعد زيارة جورج شقيقها الأكبر. آن هي حاملة السر في المسرحية: حيث أنها في النهاية عندما تفشل في إقناع كيت أن لاري لن يعود، تكشف عن رسالة من لاري أخبرها فيها عن نيته في الانتحار بعد أن عرف أن والده في السجن.
جورج دييفر: جورج عمره 31 عاما، هو الشقيق الأكبر لآن، وهو محام ناجح في نيويورك كان محاربا في الحرب العالمية الثانية، كما أنه صديق الطفولة لكريس. في البداية كان يعتقد أن والده مذنب، ولكن بعد زيارته لستيف في السجن، أدرك أنه برئ وغضب من عائلة كيلر لخداعه. ومن ثم عاد لإنقاذ شقيقته قبل زواجها من كريس، مما دمر أسرة كيلر.
' فرانك لوبى: فرانك عمره 32 عاما، كان دائما في الخدمة العسكرية، لذلك لم يخدم قط في الحرب العالمية الثانية، وذلك بدلا من البقاء للزواج من ليديا حبيبة جورج السابقة. بحث فرانك عن البرج الفلكى الذي ينتمى له لاري، وأخبر كيت أنه لابد وأن لارى لا يزال على قيد الحياة، لأن اليوم الذي يفترض أنه ماتت فيه هو يوم حظه. هذا يعزز إيمان كيت، ويجعل من الأصعب بكثير على آن أن تكشف لها عن الرسالة.
' ليديا لوبى: 0 ليديا عمرها 27 عاما، كانت حبيبة جورج قبل الحرب، ولكن بعد رحيله، وتزوجت بفرانك وسرعان ما أنجبوا ثلاثة أطفال. إنها نموذج للحياة العائلية السلمية، وأضفت لحظات من المرح خلال المسرحية.
جيم بايليس: طبيب ناجح، ولكنه يشعر بملل من حياته. فهو يريد أن يصبح باحثا في مجال الطب، ولكنه مستمر في وظيفته فقط لتغطية مصاريفه.وهو صديق مقرب لعائلة كيلر ويمضى الكثير من الوقت معهم.
سو بايليس: زوجة جيم هي شريرة بعض الشئ لكنها حنونة، وهي أيضا صديقة لعائلة كيلر، لكنها مستاءة من التأثير السئ لأفكار كريس المثالية على جيم. تعبر سو لآن عن استيائها من كريس في مشهد، كما كشفت لآن عن أن جميع الجيران يعرفون أن جو مذنب.
برت: برت فتى صغير يعيش في الحي، وهو صديق لتومي ابن بايليس، وكثيرا ما يزور عائلة كيلر ليلعب لعبة «السجن» مع جو. لم يظهر برت إلا مرتين خلال المسرحية. المرة الأولى التي ظهر فيها لم يبد دوره مهما، لكن المرة الثانية كانت مهمة، وهي عندما تلقى هجوما شفهيا من أمه عندما ذكر كلمة «السجن»، مما سلط الضوء على سر جو.

### الشخصيات التي لم تظهر
لاري كيلر: فقد لاري في الحرب منذ سنوات في بداية المسرحية، ولكن كان له تأثير في المسرحية من خلال إصرار والدته على أنه لا يزال حيا، وكذلك حب شقيقه للفتاه التي أحبها منذ الطفولة. تقارن القصة بين لاري وكريس من خلال وصف والدهما للاري بأنه أكثر عقلانية كما أن لديه قدرة على إدارة الأعمال. في نهاية المسرحية، تكشف آن عن رسالة كتبها لاري تفيد أنه ينوى الانتحار نتيجة العار مما فعل والده.
ستيف دييفر: أو «بيتر سمل» في فيلم عام 1947. وهو والد كل من جورج وآن. وقد سجن بتهمة شحن المعدات التالفة؛ وهي الجريمة التي اتهم بها هو وكيلر، لكن تم تبرئة كيلر.

## الملخص

### الفصل الأول
بدأت المسرحية يوم الأحد، في أواخر آب / أغسطس 1946. يقرأ جو كيلر الجريدة بينما يتحدث مع جيرانه، الدكتور جيم بايليس وفرانك لوبى. ويتحدث فرانك عن البرج الفلكى الذي ينتمى له لاري ابن جو، حيث أنه يجمع البيانات عنه من أجل كيت كيلر، زوجة جو. وتظهر كل من سو زوجة جيم، وليديا زوجة فرانك سريعا.
جاءت آن دييفر، جارة عائلة كيلر السابقة لزيارتهم، وتنام بالطابق العلوي. أثناء انتظارها، كان كل من كريس وجو يتحدثان عن شجرة لاري التذكارية التي سقطت أثناء الليل. كان لاري في عداد المفقودين خلال الحرب العالمية الثانية، ويفترض أنه مات، حيث لم يعد هناك أي اتصال معه منذ أكثر من ثلاث سنوات. لكن تتشبث كيت بالأمل في عودته، بينما يرى كريس أنه من الخطأ الاستمرار في التظاهر بهذا من أجلها. يأتي برت ليلعب لعبة السجن مع جو لكنه يبتعد نظرا لوجود دوريات في الحي.
يعترف كريس لوالده أنه يريد الزواج من آن والتي كانت صديقة لاري قبل أن يذهب للحرب، ونظرا لأن كيت لا تصدق أن لاري قد مات، فهى لا تزال تعتبر آن «صديقة لاري». وزواج كريس منها يعتبر تأكيدا على وفاة لارى، لذلك يخشى جو من اعتراضها على الزواج.
تدخل كيت وتصف كابوسا رأته الليلة الماضية، حيث رأت لارى يسقط من الطائرة ويصرخ مناديا إياها.فتعارض كريس عندما يقول لها أن عليهم محاولة نسيان لاري. تعترف كيت لجو بشعورها بالشك في سبب زيارة اّن؛ حيث أن هي أيضا تظن أن لارى لا يزال حيا، وقالت لجو انه يجب غليه أن يظن هكذا هو أيضا. يظهر برت ثانية، لكن كيت زجرته.
أخيرا نزلت اّن للجلوس معهم، ويتحدث الجميع عن مدى جمالها، ثم دخلت العئلة في حوار معا حتى سألت كيت اّن عما إذا كانت لا تزال في انتظار لاري أما لا. فأخبرتها اّن بأنها لم تعد تنتظره، وهنا أدركت لأول مرة كيف كان مدى عمق أمل كيت في عودته.
تبين أن ستيف دييفر، والد آن، ينال العقوبة عن وفاة 21 طيارا، والذين تحطمت طائرتهم فوق أستراليا بسبب الاسطوانة التالفة التي شحنت من مصنع كيلر ودييفر في عام 1943. يصر كيلر على أنها كانت جريمة ستيف، مشيرا إلى أنه نجح في الطعن في إدانته بهذه الجريمة بينما لا يزال ستيف في السجن. يؤكد كيلر على اقتناع آن بأن والدها مذنب. وقد رفضت آن كل اتصال مع والدها منذ أن فقد لاري، وتصر على أن فعلة والدها قد تكون ذات صلة بوفاة لاري.
بينما كان كريس وآن وحدهما، عبرا عن حبهما لبعضهما البعض، ولكن آن تشعر أن كريس يخفى شيء ما، فطلبت منه أن يخبرها عما يشعر به حتى يكون كل شيء واضح في علاقتهما. فأخبرها كريس عن فقدان أخيه في الحرب. فهو لا يزال غاضبا بأن الحياة في المنزل استمرت وكأن هذا لم يحدث، مما يعكر عليه فرحته بوجود آن.
يدخل جو ليخبر آن أن شقيقها جورج يتحدث على الهاتف من كولومبوس. قال جو لكريس أنه عليه ألا يخجل من أموال العائلة؛ ثم تدخل آن لتخبرهم أن جورج اّت بعد زيارة والده في السجن للمرة الأولى، ولكن من الواضح أن جو قلق.

### الفصل الثاني
بينما الأسرة بالداخل تستعد لتناول العشاء، أزال كريس شجرة لارى المحطمة. توافق كيت اعتقاد كريس أن جورج قد يطرح المناقشة في الموضوع مرة أخرى، وقالت إن فعل ذلك فلن تقعد معهم.
تدخل آن وسط اللهجة الحادة التي تتحدث بها كيت، وتأكيد كريس لها أنهم سيخبرونها بزواجهما الليلة. تدخل سو بايليس مقاطعة أحلام يقظة اّن وهي تبحث عن جيم، ثم يجلسون جميعا لتناول العصير. طلبت سو من آن الرحيل من المنطقة إذا كانت هي وكريس سيتزوجان، وذلك لأن أفكار كريس المثالية تؤثر سلبا على زوجها جيم. حيث أن جيم كان دائما يريد أن يصبح باحثا في مجال الطب، لكن أفكار كريس المثالية أقعدته عن ذلك. لمحت سو لجريمة جو، وأصرت أن كريس والجميع يعرفون شيئا عن هذا الموضوع. دافعت آن عن كريس قائلة أنه لن يأخذ شيئا من مال المصنع إذا كان هناك خطأ ما، لكنها انزعجت بسبب رد كريس بأن الموضوع برمته قد نسى.
يقول كريس لآن مطمئنا لها أنه لن يسامح والده، إذا كان قد تسبب في مقتل الطيارين. استعادت آن ثقتها في كريس، وأخذوا يتحاورون جميعا أثنا جلوسهم في فناء المنزل. عرض جو وظيفة لستيف عند خروجه من السجن، ولكن آن أصرت على أن جو ليس مدين لستيف بشيئ، كما رفض كريس عودته للعمل في المصنع.
يدخل جيم بعد أن أحضر جورج من محطة القطار. ولكنه حذر كريس وآن من أن جورج غاضب، وعليهم أن يأخذوه لمكان ما ليتحدثوا معه، ولكن رفض كريس هذا الاقتراح على الفور. ارتفع صوت جورج أثناء محاولته اقناع اّن أن كريس يعرف أن جو مذنب، ولكنه ترك والدهما يتحمل مسؤولية شحن الأجزاء التالفة، وآن تشعر بالحيرة بين الرجلين الذين تحبهما، غير قادرة على التوفيق بينهما. دخلت كيت مما جعل كل من كريس وجورج يتوقفا عن الشجار؛ وعلى غير المعتاد كانت سعيدة لرؤية جورج، وأخذت تهدئ بينهما. ثم يدخل كيلر لتحية جورج لكن على مضض. ثم تدخل ليديا، نظرا لعلاقتها السابقة مع جورج. ليديا أصبح لديها ثلاثة أطفال، فأرادت أن يرى جورج الحياة التي افتقدها بينما كان يخدم في الحرب العالمية الثانية.
ثم دخلت آن لاستدعاء سيارة أجرة لجورج، حيث أنه أصر على المغادرة على متن القطار القادم كى لا يدخل في معركة معهم. يسأل كيلر جورج عن ستيف، ثم يقول له أن ستيف لم يكن يتحمل مسئولية أفعاله طوال حياته، ولذلك فعليه تلقى العقاب الآن. عندما بدا أن جورج قد اقتنع ووافق على البقاء لتناول العشاء، أخبرته كيت أن كيلر لم يمرض منذ خمسة عشر عاما، داحضة بذلك حجة كيلر أنه كان مصابا بانفلونزا في اليوم الذي شحن فيه ستيف الاسطوانات التالفة، وأنه لم يكن قادرا على المجيء إلى المكتب. انتبه جورج لزلة اللسان هذه، وأخذ يستجوب جو.
يدخل فرانك مندفعا بعد انتهائه من البحث بخصوص البرج الفلكى الذي ينتمى له لاري، ويؤكد أن اليوم الذي من المفترض أن لاري توفي فيه كان «يوم حظه» وبالتالي يجب أن يكون على قيد الحياة في مكان ما من العالم. كيت تصدقه دون أي شك، وأخبرت آن انها قد أعدت لها حقيبتها، حيث أن عليها أن تغادر مع جورج. لكن اّن أصرت على البقاء ما لم يطلب منها كريس الرحيل، ولكن على مضض طلبت من جورج أن يغادر، ثم خرجت وراءه في محاولة لتدارك الأمور.
أصر كريس على زواجه من آن، ولكن كيت أخبرته في النهاية أنه إذا كان لاري ميت، فجو هو الذي قتله. هنا فهم كريس أن جو كان مذنبا في شحن القطع التالفة. وهذا يعني أن جو مسؤولا عن وفاة لاري. وأخيرا، اعترف كيلر بذنبه، مبررا أنه فعل ذلك من أجل عائلته. وأنه إذا ذهب ذلك اليوم، لكان المصنع قد أغلق، ومن ثم يخسر الأموال اللازمة لإعالة أسرته. رفض كريس هذا التفسير، مخبرا جو أن مسؤوليته تجاه بلده تفوق في بعض الأحيان مسئوليته تجاه شركته وأسرته. يخرج كريس تائرا، تاركا جو قلبه مكسور من شعوره بالذنب.

### الفصل الثالث
كيت منتظرة كريس في الرواق الخلفي، حيث خرج بالسيارة منذ ست ساعات ولم يعد بعد. يدخل جيم مواسيا كيت قبل دخول جو. أما آن فبقيت في غرفتها طوال الست ساعات تلك: فقد عرفت الآن حقيقة أن كيلر مذنب بعدما رأت كريس يخرج من المنزل ثائرا. أصر جو على أن كريس لا يفهم ماذا تعني المسؤولية عن الأسرة، بينما لاري كان على علم بكيف كان العمل يسير. يخبر جو كيت أنه فعل ذلك من أجلها هي وابنيهم.
عندما دخلت آن سألت كيت أن تخبر كريس أنها تعرف أن لاري ميت، فلا يخجل من حبه لها. ولكن كيت ما زالت تصر على أن لاري على قيد الحياة؛ كما تصر آن أنها تحبه، وما كانت لتتزوج من أي شخص آخر لو أنها لم تكن على يقين من أنه فارق الحياة. وأخيرا، طلبت آن من جو أن يذهب لمنزلها ليحضر خطابا كان لاري قد كتبه لها يوم وفاته، وأخبرت كيت انها لم تجلبه معها كى لا تؤذى مشاعرهم، ولكن كلاهما يشعر بالحزن بسبب هدم أمل كيت.
عاد كريس وأخبر كل من آن وكيت أنه سيرحل لكليفلاند ليبدأ حياته من جديد؛ فطلبت منه اّن أن تذهب معه لكنه رفض معللا بأنه لم يعد قادرا على رؤية والده ولا على إرساله إلى السجن بما أنه يستحق ذلك، ولذلك فهو ليس بالقوة ولا الأخلاق التي تؤهله ليكون زوجا لها. ثم يدخل جو ويتجادل مع كريس. عندها تدخل آن مندفعة وتعطي كريس رسالة لاري؛ حاولت كيت منعه من قرائتها ولكن بعد فوات الأوان. قرأ كريس الرسالة بصوت عال؛ يقول لارى أنه عند التحقيق في الحادث علم أن والده هو المذنب، فلن يتحمل أن يعيش بعد ذلك؛ وأخبر آن أنه علم أنه أصبح في عداد المفقودين، وعليها ألا تنتظره. أدرك الجميع أن جو ' مسؤولا عن وفاة لاري؛ على الرغم من أن لاري لم يكن في الطائرة التي وضع بها الاسطوانة التالفة، إلا أنه لم يعد يرى والده بالصورة التي كان يظنها. فأسقط لارى طائرته لئلا يشعر بخيبة الأمل هذه. عند سماع هذا الخبر، أخذ كيلر سترته وذهب ليسلم نفسه، وبينما يتجادل كريس وكيت عن إرساله إلى السجن وآن تشاهد نتيجة الكشف عن هذا الخطاب، سمعوا صوت إطلاق نار. انتحر جو. خرجت اّن لتجد كل من الدكتور بايليس، وكريس، وكيت يغرقون في حزنهم.

## الجدول الزمني لأحداث المسرحية
إن التاريخ الدقيق لأحداث المسرحية غير واضح، لكن يمكن تصور جدول زمني من خلال الحوار. قدمت المسرحية في آب / أغسطس 1946، في أواسط غرب الولايات المتحدة، وقد بدأت القصة الحقيقية منذ صباح يوم الأحد حتى بعد الساعة الثانية من صباح اليوم التالي بقليل.
- خريف 1943 : يسمح جو لستيف بتزويد سلاح الجو الأمريكي باسطوانة تالفة تسببت في حادث تحطم طائرة.
- خريف 1943: تحطم الطائرة، واعتقال كل من جو وستيف
- 25 نوفمبر 1943: تحطم طائرة لاري قبالة ساحل الصين بعد أن عرف بسجن والده.
- 1944: إطلاق سراح جو
- الجمعة، أغسطس 1946: زيارة آن لكريس
- السبت، آب / أغسطس، 1946: سقوط النصب التذكاري للاري
- صباح الأحد، آب / أغسطس 1946: جورج يزور ستيف
- صباح الأحد، آب / أغسطس 1946: افتتاح المسرحية

## علاقة القصة بالتراجيديا اليونانية
يظهر آرثر ميلر في روايته كلهم أبنائى ارتباطا شديدا بالتراجيديا اليونانية أمثال: اسخيليوس، وسوفوكليس، ويوريبيدس. في هذه المسرحيات يرتكب البطل التراجيدي [بطل الرواية] جريمة ما، ثم تعود لتطارده، وأحيانا بعد عدة سنوات من ارتكابها. تلخص المسرحية تداعيات الجريمة خلال 24 ساعة. خلال ذلك اليوم، يجب أن يعلم البطل خطأه ويعانى منه حتى أنه ربما يموت. وهكذا تظهر العدالة الإلهية ويستعاد النظام الاخلاقي.
تتوافر هذه العناصر في قصة كلهم أبنائى، فتتم الأحداث في غضون فترة 24 ساعة، ويعانى البطل من جريمته التي ارتكبها في وقت سابق، ثم تلقى العقاب على هذه الجريمة. كما توضح القصة العلاقة بين الأب وابنه، وهي سمة شائعة في التراجيديا الإغريقية. كما أن خطاب آن دييفر كان دليلا على وفاة لاري.
تقوم أحداث المسرحيات اليونانية، وكذلك مسرحيات شكسبير والتي تلتها بألفي سنة، على شخصيات الملوك والدوقات والجنرالات، حيث كانت هذه الشخصيات تمثل الشعب في هذا الوقت. بينما الاّن لا نعتبر الطبقة العليا ممثلة للشعب. وعندما يريد الكتاب إظهار شخصية تمثل الشعب، فعادة ما يتخيل شخصية «عادية».
فشخصية جو كيلر، صورها آرثر ميلر على أنها الشخصية الممثلة للشعب. جو هو رجل عادي جدا، محترم، يجد في عمله وله أعمال خيرية، أي الرجل الذي لا يمكن لأحد ألا يحبه. ولكنه مثل بطل الدراما القديمة، لديه ضعف ما. هذا بدوره يتسبب له بأن يخطئ. مما اضطره لتحمل المسؤولية، وكان انتحاره ضروريا من أجل توازن النظام الأخلاقي للكون، وكذلك ليحرر ابنه كريس من الشعور بالذنب والاضطهاد. ينتقد آرثر ميلر بعد ذلك الحلم الأميركي من خلال مسرحية وفاة بائع متجول، والتي تشبه كلهم أبنائى من عدة جوانب.

## الأنماط الرئيسية

### المسؤولية والمجتمع والفجوة بين الأجيال
تركز المسرحية على صراع جو كيلر مع المسؤوليات، مسؤوليته تجاه عائلته ومسئوليته تجاه المجتمع. فهو يرى أن ما فعله من شحن اسطوانة تالفة مما تسبب في وفاة 21 طيارا له ما يبرره؛ حيث أنه بذلك وفر المال لعائلته، كما أنه سيورث ابنه كريس أعماله التجارية.
يبرر كيلر تصرفاته بأنه يعتقد أن التزامه تجاه أسرته أولى من التزامه تجاه المجتمع، ففى نظر كيلر ليس هناك ما هو أهم من الأسرة فهو يقول «أنا والده وهو ابني، وإذا كان هناك شئ يطغى على ذلك فسأقتل نفسى!». فينتقد ميلر هذه النظرة القاصرة للعالم.
والفكرة الرئيسية لقصة كلهم أبنائي هي فكرة آرثر ميلر بأن الناس لديهم مسؤولية أكبر تجاه المجتمع الذي يعيشون فيه، وهذا ما يدركه كريس ابن جو. فعلى العكس من والده، يرى كريس أن المجتمع يشغل جزءا رئيسيا من مسئولية الشخص، وعندما يكتشف الحقيقة يثور على أبيه قائلا «ماذا أنت بحق الجحيم؟ إنك لست كالحيوان حتى، فالحيوان لا يقتل أبنائه، ماذا أنت؟  ماذا على أن أفعل تجاهك؟ على أن أقاطعك، ماذا يجب أن أفعل؟»، وهنا كأن كريس يتحدث بلسان اّرثر ميلر.
يبدو أن كيلر ما زال لا يفهم سبب ألم ابنه، فهو لا يقول إلا: «كريس... كريس يا بنى...»
لم يكن كيلر يرى وجهة نظر الجيل القادم، إلا بعد اكتشافهم خطاب لارى. بعد الاستماع لرسالة لاري، أجاب كيلر على سؤال كريس:«أفهمت ذلك الاّن!؟» أجاب ب«نعم... أعتقد ذلك» ومن هنا يأتى عنوان المسرحية، عندما أدرك جو كيلر في النهاية أن «كلهم كانوا أبنائي». يقتل كيلر نفسه في الصفحات القليلة الأخيرة من المسرحية، ويترك كيت بمفردها، وهو ما كانت دائما تخاف منه، ولكن ظهور الحقيقة أعطاها شيئا من القوة. فقالت في السطر الأخير من المسرحية لابنها وهي تراه قي حالة هستيرية «عش حياتك... انس ما حدث...عش حياتك» كى تخلصه من الشعور بأى مسؤولية تجاه انتحار كيلر.
يحتاج مصادر

### الحلم الأميركي
قصة كلهم أبنائى هي نقد للحلم الأميركي. فجو كيلر، يمثل المواطن الأميركي العادي، عاش خلال فترة الكساد وعلى الرغم من نقص التعليم تمكن من امتلاك مصنع ويأمل أن يورثه لابنه. ومع ذلك أدى سعي كيلر وراء المال إلى تسببه في مقتل 21 طيارا أمريكيا.
حقق كيلر 'الحلم الأمريكي' من الناحية الظاهرية، حيث كان يعيش في منزل مريح على الرغم من كونه غير متعلم. حيث يؤكد ميلر على خواء الحلم الأميركي، وأنه ينبغي أن نفكر في عواقب أفعالنا. هذه الراحة المادية التي عمل كيلر على توفيرها لأسرته كان عمرها قصير. فأسرته القوية أصبحت وهما، حيث مرضت زوجته، وسخط كريس عليه، أما لاري انتحر نتيجة ضيق أفق أبيه، وقراره الخاطئ. فمن خلال رسالة لاري أدرك كيلر أنه لم يقتل ابنا واحد، لكنه قتل أبناء بلده أيضا، وهو ما يؤكده عنوان المسرحية. وفي الختام، أصبح الحلم الأميركي وكأنه الكابوس الأميركي. أظهر كريس مسؤولية أخلاقية في حين أن والده جو أظهر مسؤولية مكثفة تجاه الأسرة.

### الاستغلال في زمن الحرب
سمة أخرى تظهر في كلهم أبنائى وهي التربح في زمن الحرب. نظرا للعقود الكبيرة التي كانت هناك عندما دخلت أميركا الحرب ضد جبهتين، هذا خلق ظروف ملائمة لما وصفه آرثر ميلر بأنه استغلال على نطاق واسع. فجانب من غضب كريس كيلر كان بسبب تفانيه في القتال في الحرب وعلى النقيض من ذلك أنانية جنى المال من الحرب.

### وفاته
الموت هو سمة رئيسية أخرى في قصة كلهم أبنائى. فكيت كيلر ترفض قبول وفاة ابنها. فهى تنفي حتى إمكانية حدوث هذا لفترة طويلة. إن الاعتراف بوفاة ابنها يعني الاعتراف بمسئولية زوجها. هذه هي المسألة التي تقلق كيت طوال المسرحية. كانت الشجرة رمزا يمثل أن لاري ما زال حيا، ولكن بعد سقوطها ما زالت كيت ترفض تصديق أن ابنها في خطر.
عندما يكتشف كريس أن والده هو المسؤول عن مقتل الطيارين، يقول: «أنا كنت أموت كل يوم وأنت كنت تقتل أولادي»—وهي مقولة بارزة جدا، حيث يشير كريس إلى الطيارين بأنهم أولاده. كما قال أنه كان يموت كل يوم؛ مما يظهر قربهم إلى نفسه. فهو يحاول أن يبين للجمهور مدى التزامه الأخلاقي تجاه المجتمع.

## تعليق آرثر ميلر على قصةكلهم أبنائي
في بداية المسرحيات المجمعة  لآرثر ميلر ' علق على مشاعره عندما شاهد رد فعل الجمهور على مسرحيته الأولى:

إن نجاح مسرحية، خصوصا أول مسرحية، يشبه دفع باب يفتح فجأة من الجانب الآخر قي نفس اللحظة.  فقد يسقط الشخص على وجهه أولا يسقط، ولكن الغرفة الجديدة قد فتحت والتي كانت مغلقة بإحكام حتى ذلك الحين.  فبالنسبة لى، كانت التجربة محفزة.  مما جعل من الممكن الحلم بعمل أكثر جرأة وأكثر مخاطرة.  فقد جلس الجمهور في صمت قبل عرض  المسرحية وحبسوا أنفاسهم عندما كان ينبغي ذلك، وقد لاحظت هذا. 
وصف آرثر ميلر لرد فعل الجمهور عن كلهم أبنائى [بحاجة لمصدر]

## أفلام 1948
في عام 1948، تم تحويل كلهم أبنائى إلى فيلم سينمائي. لعب الأدوار الرئيسية كل من ادوارد جي روبنسون في دور جو كيلر، ولعب برت لانكستر دور كريس كيلر، أما مادى كريستيانز فقامت بدور كيت كيلر، وقامت لويزا هورتون بدور آن دييفر. وبالنسبة للأدوار المساعدة قام بها كل من: هوارد داف، في دور جورج دييفر؛ ولويد جوف، في دور جيم بايليس؛ وارلين فرانسيس، في دور سو بايليس؛ وهاري مورغان، لعب دور فرانك لوبى؛ واليزابيث فريزر، في دور ليديا لوبى. أما الإخراج فكان لايرفينغ ريس الذي رشح لجائزتين لأفضل دراما أمريكية.
كما منحت جائزة روبرت ملتزر للكاتب المساعد تشيستر إرسكين.
في النسخة السينمائية من كلهم أبنائى، ستيف دييفر كان اسمه هربرت دييفر، وكان له ظهور على الشاشة، وقام بدوره الممثل فرانك كونروي.

## أفلام 1986
في عام 1986، تحولت كلهم أبنائى إلى فيلم تلفزيوني. كان هذا الإصدار أقرب للمسرحية عن فيلم عام 1948.قام بالأدوار الرئيسية جيمس وايتمور، في دور جو كيلر؛ وايدان كوين، في دور كريس كيلر، ميشيل ليرند؛ في دور كيت كيلر؛ وجوان ألن، في دور آن دييفر. والإخراج لجاك اوبراين. خلافا لنسخة عام 1948، يشير هذا الإصدار لوالد جورج باسم ستيف وليس هرب أو هربرت.

## العروض الأخرى
في عام 1950، بث مسرح لوكس راديو مسرحية إذاعية لكلهم أبنائى مع برت لانكستر في دور وجو. قدمها إس اتش بارنيت، في تطور مثير للاهتمام، حيث ظهرت شخصية ستيف دييفر في دور له حوار.
في عام 1958، قدمها للتلفزيون، ستانلي مان؛ وأخرجها كليف أوين. قام بالبطولة البرت ديكر، في دور جو كيلر؛ وميجز جنكينز، في دور كيت كيلر؛ وباتريك ماكجوهان؛ في دور كريس كيلر؛ وبيتا سانت جون، قي دورآن ديفر.
في عام 1998، بثها مسرح لوس انجلوس {/0 من خلال إذاعة صوت أمريكا والإذاعة الوطنية العامة.  هذا التسجيل متاح على نطاق واسع على اسطوانات وكذلك نظام الدفع مقابل التحميل.

## إنتاج برودواي 2008
بدأ التجهيز لعرضها في ذكرى إحياء برودواي في 18 سبتمبر، 2008 على مسرح جيرالد شونفيلدوافتتحت رسميا في 16 تشرين الأول / أكتوبر 2008. المشاركة المحدودة استمرت حتى 4 كانون الثاني / يناير 2009. موقع رسمي
فاز بجائزة توني لنجوم الإنتاج جون ليثغو، كما فازت ديان ويست بجائزة الأوسكار، ورشح باتريك ويلسون لجائزة توني، أما كاتي هولمز، فكان أول ظهور لها في برودواي. أما باقى الممثلون المتميزون فكانوا بيكي آن بيكر، كريستين كامارغو، جوردان جيلبر، دانييل فيرلاند، داميان يونج، ومايكل دى أديريو. أما الإخراج كان لسيمون مأكبرني. وفقا لسيرته الذاتية، فقد بدأ مأكبرني العمل على إنتاج «كلهم أبنائى» بعد لقاء له مع آرثر ميلر في عام 2001، بعد وقت قصير من مشاهدة الكاتب المسرحي للعرض الأول لمنيمونيك بنيويورك".
تكون فريق الإبداع من مصمم الأزياء توم بىالمرشح لجائزة توني، أما الإضاءة كانت لبول أندرسون، والصوت لكريستوفر شوت وكارولين داونينج، والإسقاط لفين روس، وأخيرا مصفف الشعر بول هنتلي.
ثار بعض الجدل بخصوص هذا العمل، حيث نظمت جماعة مجهولة على الإنترنت احتجاجا ضد السيانتولوجيا أثناء أول ليلة للعرض الأول في مدينة نيويورك (نظرا لوجود كاتي هولمز) 
في 27 سبتمبر، أهدى الفريق هذا العمل للممثل الأسطوري بول نيومان، الذي توفي في اليوم السابق.

## وصلات خارجية
مسرحية 1947
- كلهم أبنائى دليل دراسة لامتحانات شهادة الثانوية العامة
- دليل السمات الأمريكية في كلهم أبنائى
- معلومات عن الأعمال التي تأثرت بآرثر ميلر
- كلهم أبنائي ملخص وتعريف بالشخصيات من موقع StageAgent.com
- الاجتماعي والتاريخي للمسرحية
- مقال حول كلهم أبنائى

أفلام 1948
- كلهم أبنائي على موقع الموسوعة البريطانية (الإنجليزية)

ملاحظات:
في عام 1950، أعيد بناء أجزاء من «بيت كيلر» في كولونيال ستريت الجديد.
في عام 1964، أطلقت يونيفرسال استوديوز تور جايد على المنازل التي تم التصوير بها (1955)اسم (بيت كيلر).
المنزل الذي تم فيه التصوير التلفزيوني «دلتا هاوس» (1979).
اليوم توجد المجموعات في لوستاريا لان—4347 لوستاريا لان.
- كولونيال ستريت 1950 حتي 1981

أفلام 1986
مسرحيات 2008
- كلهم أبنائى على الموقع الرسمي لبرودواي
- مقال يقارن المسرحية مع انتخابات 2008 في الولايات المتحدة، من جيمس موران، مراجعات كتب دبلن